# Kollektivt självmord
Kollektivt självmord är ett självmord som utförs av en större grupp personer tillsammans.
Oftast begår gruppen självmord genom att inta gift eller något annat som har dödlig utgång. Detta är vanligast förekommande i sekter och andra liknande rörelser. Oftast handlar det om att gruppen tror att självmordet skall föra dem vidare till någon annan dimension eller liknande. Ett känt exempel på kollektivt självmord är den amerikanska sekten Heaven's Gate, vars 39 medlemmar den 7 april 1997 valde döden. Anhängarna av Folkets tempel drevs till "revolutionärt självmord" av ledaren Jim Jones som var övertygad om att myndigheterna skulle komma och massakrera sekten.
Exempel på kollektiva självmord:
- Masada
- Folkets tempel
- Soltempelorden
- Movement for the Restoration of the Ten Commandments of God